# Dullingham
Dullingham – wieś w Anglii, w hrabstwie Cambridgeshire, w dystrykcie East Cambridgeshire. Leży 18 km na wschód od miasta Cambridge i 85 km na północny wschód od Londynu.